# Mocollope
Mocollope es una localidad peruana ubicada en el distrito de Chocope en la provincia de Ascope del Departamento de La Libertad. Se encuentra a unos 35 km al norte de la ciudad de Trujillo.

## Autoridades
Teniente Gobernador: Dr.JAIME SEFERINO ZAPATA CHAVEZ
Comité de Gestión y Desarrollo: Walter Sandoval Miranda (PRESIDENTE)